# Sabazan
Sabazan (gaskognisch: Sabasan) ist eine französische Gemeinde mit 123 Einwohnern (Stand 1. Januar 2022) im Département Gers in der Region Okzitanien; sie gehört zum Arrondissement Mirande.

## Geografie
Die Gemeinde Sabazan liegt rund 44 Kilometer (Luftlinie) westlich der Stadt Auch im Westen des Départements Gers. Sie gehört zum Weinbaugebiet Côtes de Saint-Mont und zum Weinbrandgebiet Armagnac. Zahlreiche Gewässer entspringen auf oder durchqueren das Gemeindegebiet. Am bedeutendsten ist der Fluss Petit Midour. Auf dem Gemeindegebiet liegen zudem mehrere kleine Stauseen und Teiche. Die Gemeinde liegt abseits von wichtigen überregionalen Verkehrsverbindungen. die nächstgelegene Bushaltestelle ist Cahuzac-sur-Adour an der Linie 940 (Tarbes – Mont-de-Marsan).
Umgeben wird Sabazan von den Nachbargemeinden Aignan im Nordosten, Osten und Süden, Bouzon-Gellenave im Südwesten, Bétous im Westen sowie Loubédat im Nordwesten. 

## Geschichte
Die Gemeinde lag in der Gascogne und gehörte dort zur Region Bas-Armagnac. Von 1793 bis 1801 gehörte Sabazan zum Distrikt Nogaro. Von 1793 bis 1801 zudem zum Kanton Plaisance, danach bis 2015 zum Wahlkreis (Kanton) Aignan.

## Bevölkerungsentwicklung
| Jahr                       | 1962 | 1968 | 1975 | 1982 | 1990 | 1999 | 2006 | 2020 |
| Einwohner                  | 163  | 147  | 131  | 142  | 151  | 135  | 141  | 134  |
| Quellen: Cassini und INSEE |      |      |      |      |      |      |      |      |

## Sehenswürdigkeiten
- Kirche Saint-Jean-Baptiste aus dem 11./12. Jahrhundert
- Überreste einer Motte aus dem Mittelalter
- Schloss Sabazan aus dem 16. Jahrhundert
- gefasste Quelle gegenüber dem Schloss
- Wegkreuz und Madonna-Statue

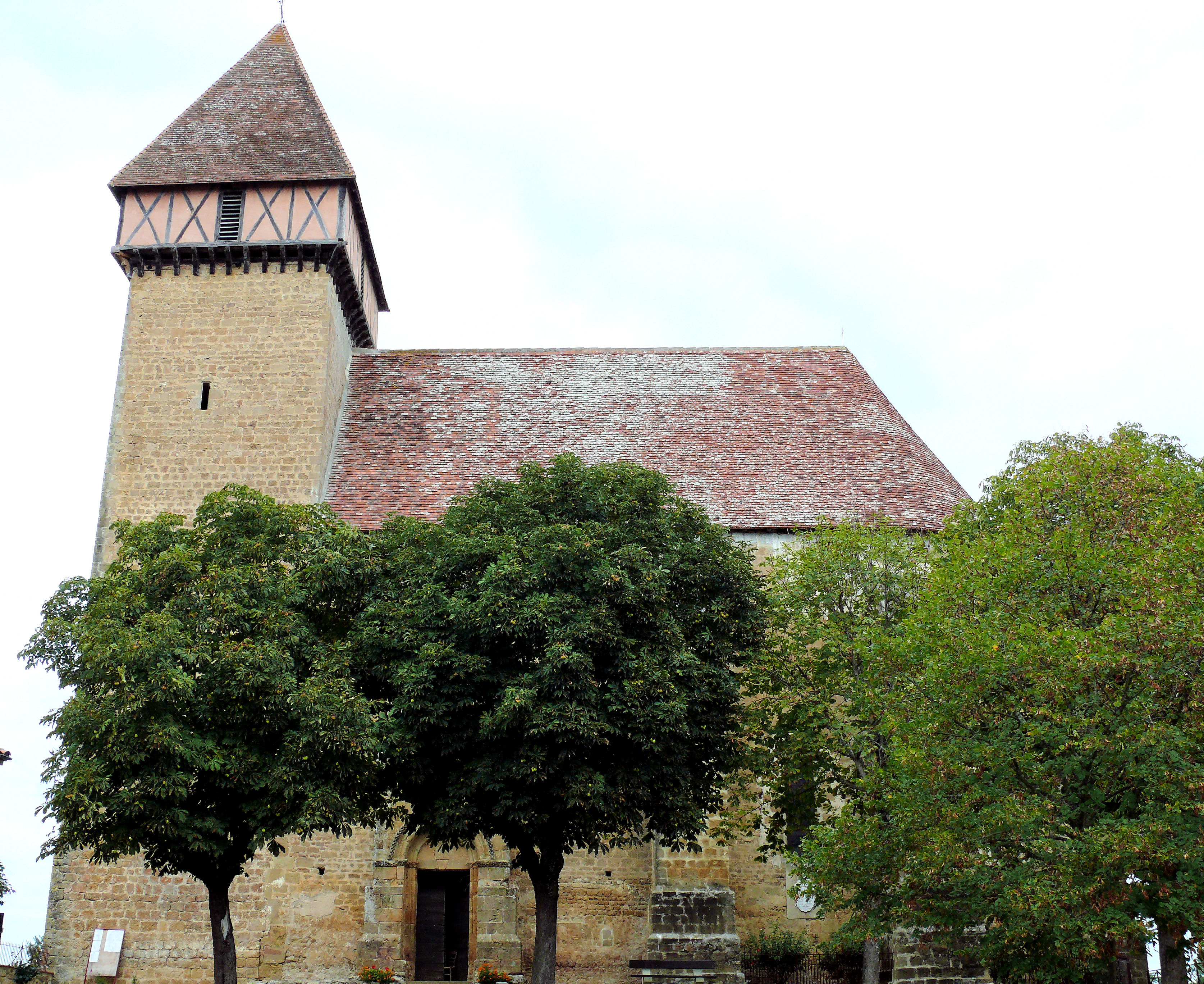
Kirche Saint-Jean-Baptiste
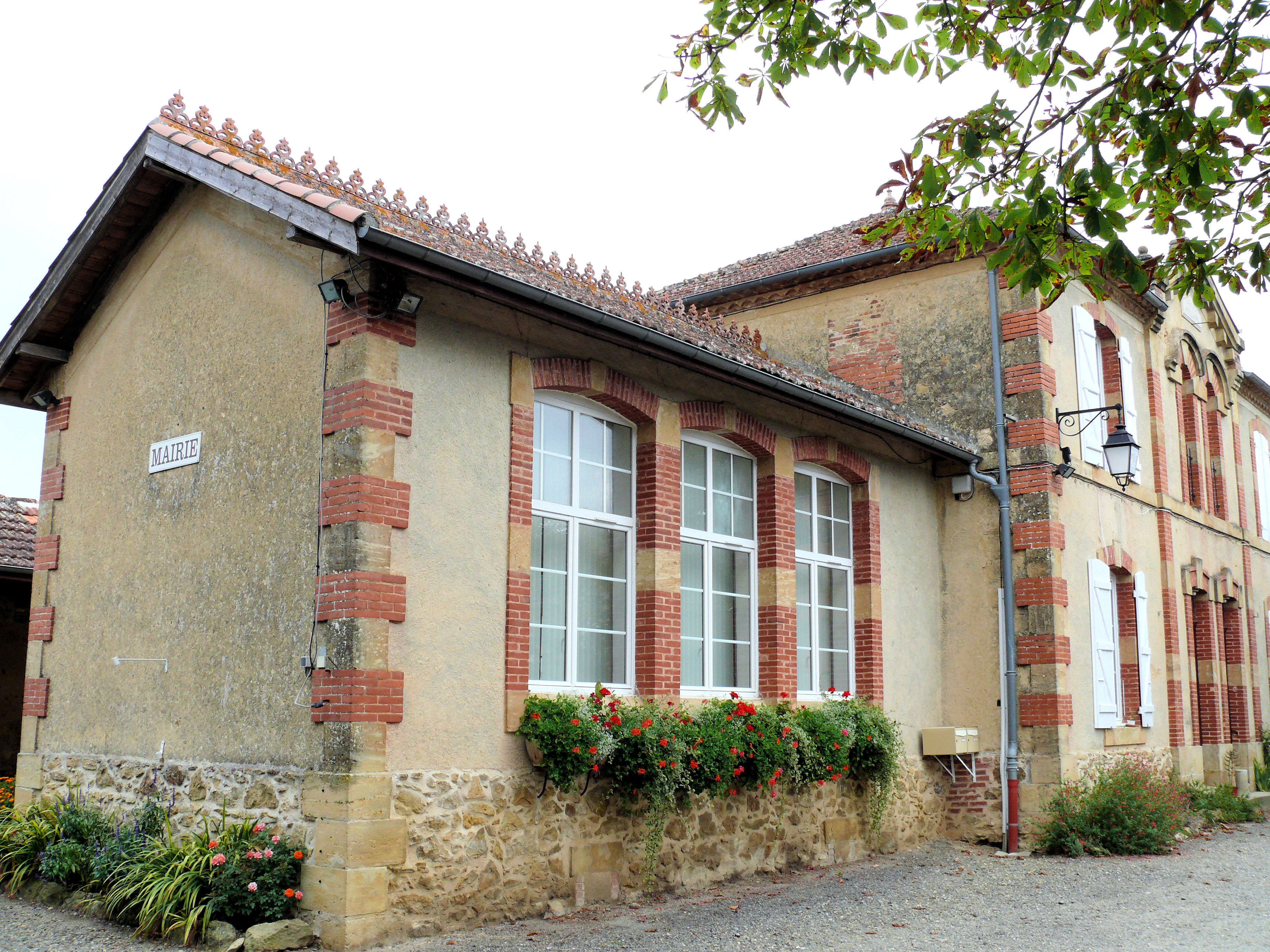
Mairie (Gemeindehaus) von Sabazan
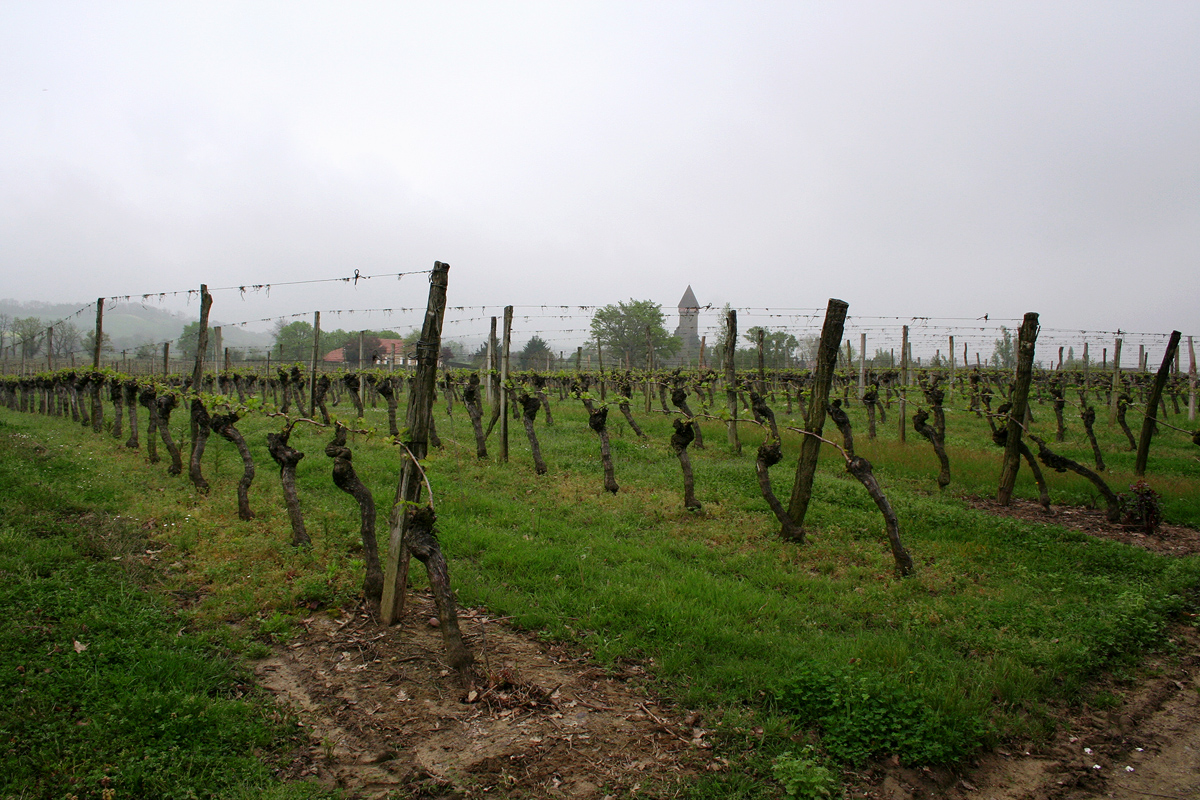
Weinberg in Sabazan